# Jeon Bong-jun
Jeon Bong-jun (전봉준,  全琫準, 1855-1895) est l'homme qui a lancé la rébellion paysanne du Donghak en 1894. Il a été surnommé le général Mungo (녹두장군, Nokdu Janggun) à cause de sa petite taille.

## Biographie
Jeon Bong-jun est le fils d'un professeur confucianiste exécuté pour avoir mené une révolte. Vers l'âge de trente ans, il devient adepte du Donghak et se met au service de la communauté. Il fonde ainsi une école et une clinique à Gobu. C'est dans cette ville que la révolte commence à éclater lorsque Jeon Bong-jun, accompagné de 1000 personnes, vient punir le maire de s'enrichir sur le dos des contribuables. La situation continue à s'envenimer dans les mois qui suivent ; Jeon appelle les autres leaders du Donghak à le soutenir et son mouvement devient une réelle menace pour le gouvernement central ce qui cause l'intervention des armées chinoises puis japonaises et le début de la première guerre sino-japonaise.  Dès lors, à la tête d'une armée de 12 000 paysans, il lutte contre l'envahisseur japonais beaucoup plus puissant et est finalement dénoncé et arrêté le 2 décembre 1894 avant d'être exécuté le 30 mars 1895. 

## Référence
- Les Coréens dans l'histoire, « Le rôle du général Jeon Bong-jun dans la révolte paysanne de Donghak   », KBSworld, le 30 juin 2011.